# Mont Heng (Hunan)

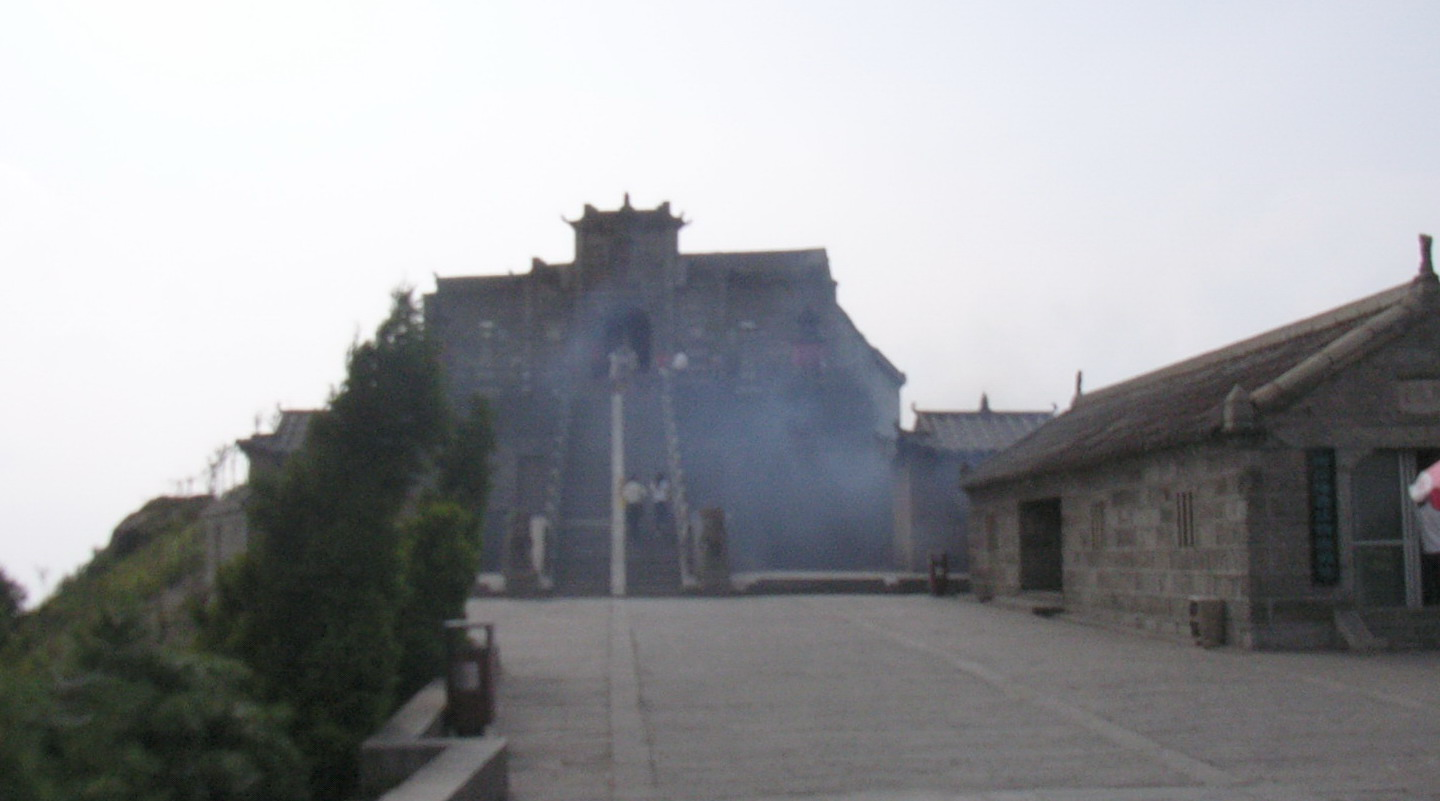
Monestir de Zhurong Gong.

La muntanya Heng (en xinès: 衡山, pinyin: Héng Shān) és una de les cinc muntanyes sagrades del taoisme de la Xina. És coneguda també com la Muntanya del Sud i com Nan Yue. Està situada a la província de Hunan, 160 km al sur de la capital, Changsha. En realitat, la muntanya Heng és una serralada amb 72 pics i 150 km de longitud que s'estén entre Hengyang i Changsha. El cim més alt, el pic Zhurong, té 1.290 m.
La humitat que ascendeix del riu Xiang corona de forma gairebé permanent la muntanya de núvols.

## Els temples
Són destacables el temple de Zhusheng Si, un monestir budista del segle viii, el petit temple de pedra de Zhurong Gong, dedicat a Zhu Rong, ancestre mític que es va convertir en déu del foc i, sobretot, el Gran Temple de la Mont Heng, als peus de la muntanya i al nord del vell poble de Hengshan. Aquest últim és el temple més gran de la muntanya i el més gran de tots els que hi ha a les cinc muntanyes sagrades. Té forma de palau i forma part del "Mount Heng National Key Tourist Resort Zone".